# مجتمع بناء المعارف
مجتمع بناء المعارف (KBC) عبارة عن مجتمع يكون الهدف الرئيسي فيه هو خلق المعارف بشكل أكثر من إنتاج المنتجات الخاصة أو إتمام المهام. ويعد هذا المفهوم ضروريًا للغاية فيما يتعلق بنظرية بناء المعارف. إذا لم يتم التوصل إلى المعارف في مجتمع ما، فهذا يعني أننا لا نقوم ببناء المعارف. ومن أمثلة مجتمعات بناء المعارف
- الفصول التعليمية
- فرق الأبحاث الأكاديمية
- شركات الإدارة المعاصرة
- مجموعات البحث والتطوير (R&D) في الشركات المعاصرة
- ويكيبيديا (مؤسسة Wikimedia Foundation بالإضافة إلى الملايين من مستخدمي Wikipedia)

## مجتمعات بناء المعارف في الفصول الدراسية
التركيز الرئيسي لبناء مجتمعات بناء المعارف هو إجراء الأبحاث المتعلقة برعاية مجتمعات بناء المعارف في الفصول الدراسية. ويتطلب تحويل الفصل الدراسي إلى مجتمع لبناء المعارف نقلة كبيرة في معايير الفصول الدراسية وكذلك في هويات الطلاب والمعلمين. وفي هذا السياق، يعرف الطلاب أهداف التعلم الشخصية الخاصة بهم ويتبعونها بشكل تعاوني. ويتم النظر إلى الطلاب على أنهم متعلمون مستهدفون. حيث يعملون باستخدام أحدث الكفاءات". ولا يتم تقييد التطورات المعرفية من خلال معرفة المدرس. وقد قام سكارداماليا وبيريتر وفريق العمل الخاص بهم في مركز العلوم الإدراكية التطبيقي في جامعة تورنتو بتطوير نظام برمجي مربوط بشبكة، وهو يطلق عليه اسم Knowledge Forum(TM) (وكان يطلق عليه من قبل اسم CSILE - أي بيئات التعليم المستهدفة المدعومة بالحاسوب). ويتم دمج وسائل الدعم لسلوكيات وممارسات الفرد والمجموعة اللازمة لبناء المعارف في برنامج Knowledge Forum.
ومن بين العناصر المميزة لمجتمعات بناء المعارف، يظهر تبرير نتائج المعرفة. وبشكل أكثر دقة، عند التواجد في الفصول المعتادة، فإن الأسئلة والأفكار والنقاشات تكون شخصية وتؤسس للرقة الشديدة، أما في الفصل الدراسي بمجتمعات بناء المعارف، فإن تكون بمثابة نتائج عامة لها تواجد دائم بتنسيق رقمي، وغالبًا ما تتواجد في قواعد البيانات الخاصة بالفصل الدراسي. ولهذا السبب، فإنه يمكن تحليلها وتوجيهها وإجراء النقاشات حولها وتحسينها بشكل تدريجي مع مرور الوقت. وتكون نتائج هذه النقاشات التعليقات والمعارف والتقدمات التقنية واضحة ويمكن تحسينها في Knowledge Forum.
ومن أجل تحقيق النجاح، فإن المشاركين في مجتمعات بناء المعارف يجب أن يقوموا بتنفيذ ما يلي:
- تركيز العمل حول تحقيق التقدم فيما يعرفه المجتمع بالفعل.
- تبني فلسفة تضمين عامة.
- مشاركة ما لا يفهمونه بشكل منفتح، «ما أريد فهمه...» أو «ما أريد معرفته...»
- احترام منظورات الآخرين وفهمهم المتردد والمؤقت.
- التعبير عن عدم الموافقة بطريقة بناءة.

## وصلات خارجية
- Knowledge Forum - A software for knowledge building
- Fle3 Learning Environment - Fle3 is an open source online tool for knowledge building